# Septembre 1816

## Événements
- 5 septembre, France : Louis XVIII est contraint de dissoudre la Chambre introuvable, dominée par les ultra-royaliste, entrée en conflit avec le ministère du duc de Richelieu, homme de confiance du tsar Alexandre.
  - Les élections de septembre, qui se font sous le régime des collèges électoraux, modifient la répartition des tendances à la Chambre : les ultras passent de 350 à 100 députés (élus dans l’Ouest et dans le Midi), les constitutionnels passent de 30 à 150 députés (élus des grandes villes, du Centre et du Nord), les indépendants ou libéraux ont une dizaine de sièges. Peu après, la loi électorale est modifiée : les électeurs, réunis au chef-lieu de département forment un collège élisant directement les députés. Pour être électeur, il faut payer 300 francs d’impôts directs (environ 100 000 électeurs). Pour être député, il faut en payer 1000 (15 000 éligibles).

## Naissances
- 5 septembre : Charles Tulasne (mort en 1884), mycologue et médecin français.
- 6 septembre : Henri Jules Bataille, militaire français, général de division d’infanterie († 10 janvier 1882).
- 7 septembre : Ferdinand von Hebra (mort en 1880), médecin et dermatologue autrichien.
- 11 septembre : Carl Zeiss (mort en 1888), ingénieur-opticien, fondateur de la société Carl Zeiss.
- 15 septembre : Charles Thomas Newton (mort en 1894), archéologue britannique.
- 21 septembre : Adrien Prévost de Longpérier (mort en 1882), numismate et archéologue français.
- 26 septembre : Paul Gervais (mort en 1879), zoologiste et paléontologue français.

## Décès
- 4 septembre : John Cranch (né en 1758), naturaliste et explorateur britannique.
- 27 septembre : Edward Charles Howard (né en 1774), chimiste britannique.